# Cybulin (województwo mazowieckie)
Cybulin – wieś sołecka w Polsce położona w województwie mazowieckim, w powiecie płockim, w gminie Bodzanów.
W latach 1975–1998 miejscowość administracyjnie należała do województwa płockiego.
Wieś dawniej nazywała się: Czibuklino, Cybulino, Czebulino - jest to nazwa dzierżawcza od nazwy osobowej Cybula. Pierwsza informacja pisana o wsi jest datowana na rok 1412 "wieś położona przy gościńcu z Bodzanowa do Wyszogrodu". Od co najmniej początków XV wieku w rękach prywatnych. W 1880 wieś i folwark z dziewięcioma budynkami drewnianymi. Wśród nich był dwór modrzewiowy. Dziś po dawnym zespole dworskim pozostała ruina dworu, wzniesionego pod koniec 1938 roku według projektu Kazimierza Rutkowskiego, dla rodziny Monasterskich - o cechach klasycystycznych, na planie prostokąta, parterowego, murowanego i otynkowanego, z użyciem kamiennej kostki do lizen i belkowania.